# Velká Británie na Letních olympijských hrách 1960
Velkou Británii na Letních olympijských hrách v roce 1960 v italském Římě reprezentovalo 253 sportovců (206 mužů a 47 žen) v 17 sportovních odvětvích.

## Medailová umístění
| Medaile | Jméno                                                                                 | Sport         | Disciplína                       |
| ------- | ------------------------------------------------------------------------------------- | ------------- | -------------------------------- |
| Zlato   | Don Thompson                                                                          | Atletika      | Muži chůze 50 km                 |
| Zlato   | Anita Lonsbrough                                                                      | Plavání       | Ženy 200 m prsa                  |
| Stříbro | Dorothy Hymanová                                                                      | Atletika      | Ženy běh na 100 m                |
| Stříbro | Carole Quintonová                                                                     | Atletika      | Ženy 80 m překážek               |
| Stříbro | Dorothy Shirleyová                                                                    | Atletika      | Ženy skok vysoký                 |
| Stříbro | Allan Jay                                                                             | Šerm          | Muži kord                        |
| Stříbro | Allan Jay Michael Howard John Pelling Bill Hoskyns Raymond Harrison Michael Alexander | Šerm          | Družstvo mužů kord               |
| Stříbro | Natalie Steward                                                                       | Plavání       | Ženy 100 m znak                  |
| Bronz   | Peter Radford                                                                         | Atletika      | Muži běh na 100 m                |
| Bronz   | Peter Radford David Jones David Segal Neville Whitehead                               | Atletika      | Muži štafeta 4 × 100 m           |
| Bronz   | Stan Vickers                                                                          | Atletika      | Muži chůze 20 km                 |
| Bronz   | Dorothy Hymanová                                                                      | Atletika      | Ženy běh na 200 m                |
| Bronz   | Richard McTaggart                                                                     | Box           | Muži lehká váha do 60 kg         |
| Bronz   | Jimmy Lloyd                                                                           | Box           | Muži váha lehká střední do 67 kg |
| Bronz   | William Fisher                                                                        | Box           | Muži lehkotěžká váha do 71 kg    |
| Bronz   | Brian Phelps                                                                          | Skoky do vody | Muži věž 10 m                    |
| Bronz   | Elizabeth Ferris                                                                      | Skoky do vody | Ženy prkno 3 m                   |
| Bronz   | David Broome                                                                          | Jezdectví     | Parkurové skákání – jednotlivci  |
| Bronz   | Natalie Steward                                                                       | Plavání       | Ženy 100 m volný způsob          |
| Bronz   | Louis Martin                                                                          | Vzpírání      | Muži polotěžká váha do 90 kg     |